# Diecéze thunudrumská
Diecéze thunudrumská je titulární diecéze římskokatolické církve.

## Historie
Tunudrum v dnešním Tunisku, bylo starobylé antické město, nacházející se v římské provincii Africa Proconsularis. Byla sufragánní diecézí arcidiecéze Kartágo. 
Ze starověku je znám jediný biskup této diecéze: mezi katolickými preláty, kteří se v Kartágu roku 525  účastnili koncilu, byl jistý Octavianus z Tunundrumu. Diecéze zanikla zřejmě v 7. století, v době obsazení severní Afriky muslimy. Dnes je obnovena jakožto titulární sídlo.

## Titulární biskupové
| hodnost          | jméno                               | úřad                                            | od                 | do             |
| ---------------- | ----------------------------------- | ----------------------------------------------- | ------------------ | -------------- |
| titulární biskup | Jérôme-Théodore Lingenheim, M. Afr. | emeritní biskup Diecéze Sokodé (Togo)           | 18. listopadu 1964 | 3. května 1985 |
| titulární biskup | Josef Hrdlička                      | emeritní pomocný biskup v arcidiecézi olomoucké | 17. března 1990    | dosud          |